# Nhà xuất bản Khoa học và Kỹ thuật
Nhà xuất bản Khoa học và Kỹ thuật (tiếng Anh: Science and Technics Publishing House) thành lập năm 1960 tại Việt Nam theo quyết định số 185-KHH/QĐ (ngày 09 tháng 6 năm 1960) của Ủy ban khoa học nhà nước. Nhà xuất bản là đơn vị trực thuộc Bộ Khoa học và Công nghệ, chuyên xuất bản các ấn phẩm về khoa học và công nghệ.
Nhà xuất bản là một đơn vị công lập, có tư cách pháp nhân, tự chủ một phần chi phí, tự chịu trách nhiệm theo quy định tại Nghị định số 43/2006/NĐ-CP về quyền tự chủ. Trụ sở chính của nhà xuất bản ở Hà Nội và chi nhánh tại Thành phố Hồ Chí Minh.

## Đối tượng độc giả
Các ấn phẩm của nhà xuất bản phục vụ:
- Cán bộ lãnh đạo, cán bộ quản lý khoa học và công nghệ, quản lý kinh tế ở trung ương, các bộ, ngành, địa phương và doanh nghiệp.

- Cán bộ khoa học và công nghệ trong các tổ chức khoa học và công nghệ, các doanh nghiệp thuộc mọi thành phần kinh tế và những người yêu thích khoa học – công nghệ.

- Giáo viên, sinh viên các trường Đại học, Cao đẳng,… trong toàn quốc cũng như những độc giả yêu thích khoa học công nghệ.

## Xuất bản phẩm
- Sách, từ điển, tài liệu chính trị, pháp luật về khoa học - công nghệ, kinh tế.
- Sách giáo trình, tài liệu tham khảo về khoa học – công nghệ, kinh tế trong các lĩnh vực, các ngành công nghiệp khác nhau dưới dạng sách truyền thống và sách điện tử.
- Ấn phẩm tóm tắt, quảng bá tổ chức đơn vị.
- Lịch Block, lịch treo tường, lịch bàn, các loại ấn phẩm nhằm tăng cường hiểu biết về các chương trình dự án, tổ chức, đơn vị.
- Các xuất bản phẩm khác phù hợp với tôn chỉ, mục đích, đối tượng phục vụ của nhà xuất bản.

## Ban lãnh đạo
- Giám đốc - Tổng Biên tập: Bùi Minh Cường
- Phó Giám đốc: Võ Tuấn Hải

## Chức năng
Nhà xuất bản Khoa học và Kỹ thuật (sau đây gọi tắt là Nhà xuất bản) là tổ chức sự nghiệp trực thuộc Bộ Khoa học và Công nghệ, thực hiện chức năng xuất bản các xuất bản phẩm phục vụ công tác quản lý nhà nước của Bộ Khoa học và Công nghệ.
Tên giao dịch bằng tiếng Anh của Nhà xuất bản là: Science and Technics Publishing House.
Nhà xuất bản có trụ sở chính tại Hà Nội và Chi nhánh tại Thành phố Hồ Chí Minh.
Nhà xuất bản Khoa học và Kỹ thuật là đơn vị sự nghiệp có thu, tự bảo đảm một phần chi phí hoạt động thường xuyên, thực hiện quyền tự chủ, tự chịu trách nhiệm theo quy định tại Nghị định số 43/2006/NĐ-CP ngày 25/04/2006 của Chính phủ quy định quyền tự chủ, tự chịu trách nhiệm về thực hiện nhiệm vụ, tổ chức bộ máy, biên chế và tài chính đối với đơn vị sự nghiệp công lập.
Nhà xuất bản có tư cách pháp nhân, có con dấu, được mở tài khoản tại kho bạc Nhà nước và ngân hàng để hoạt động theo quy định của pháp luật.

## Nhiệm vụ và quyền hạn
- Hoạt động theo đúng tôn chỉ, mục đích của Nhà xuất bản được quy định trong Giấy phép thành lập do cơ quan có thẩm quyền cấp và theo quy định tại Luật Xuất bản;
- Xây dựng và tổ chức thực hiện kế hoạch xuất bản hàng năm do Bộ Khoa học và Công nghệ, các cơ quan quản lý nhà nước giao;
- Hợp tác, liên kết với các cơ quan báo chí, xuất bản, các tổ chức, cá nhân trong và ngoài nước thực hiện công tác xuất bản, phát hành các xuất bản phẩm;
- Tổ chức hoạt động xuất bản, kinh doanh và phát hành sách, tài liệu về khoa học và công nghệ, kỹ thuật, kinh tế, chính trị dưới dạng sách in và sách điện tử bằng tiếng Việt và tiếng nước ngoài;
- Tổ chức xuất bản lịch các loại (lịch blốc, lịch bàn, lịch sổ tay, lịch tờ, …) và các ấn phẩm văn hoá khác, thực hiện các dịch vụ liên quan đến hoạt động xuất bản theo quy định của pháp luật;
- Thực hiện nhiệm vụ nghiên cứu khoa học và hợp tác quốc tế phục vụ hoạt động xuất bản;
- Xây dựng, tổ chức và quản lý mạng lưới cộng tác viên của Nhà xuất bản;
- Quản lý cán bộ, tài sản, tài liệu của Nhà xuất bản theo phân cấp của Bộ Khoa học và Công nghệ và các quy định hiện hành;
- Thực hiện các nhiệm vụ khác do Bộ trưởng Bộ Khoa học và Công nghệ giao.

## Cơ cấu tổ chức
1. Phòng tổng hợp và quản lý xuất bản
2. Ban Biên tập
3. Phòng Thiết kế - Chế bản - In
4. Phòng Tài chính - Kế toán
5. Trung tâm Phát hành sách và văn hóa phẩm Khoa học và Kỹ thuật
6. Chi nhánh Nhà xuất bản tại Thành phố Hồ Chí Minh

## Lịch sử
Nhà xuất bản Khoa học và Kỹ thuật (khi ra đời có tên là Nhà xuất bản Khoa học) có quyết định chính thức thành lập ngày ngày 9 tháng 6 năm 1960. Nhưng trước đó, vào cuối năm 1959 bộ phận xuất bản của Ủy ban Khoa học Nhà nước (UBKHNN) đã hình thành và đầu năm 1960 đã xuất bản hai cuốn sách đầu tiên về phổ biến khoa học. Quá trình hình thành và phát triển của Nhà xuất bản Khoa học và Kỹ thuật trong suốt chiều dài sáu thập kỷ đã minh chứng cho quyết định chính xác của UBKHNN thời điểm năm 1960 - cần có một Nhà xuất bản chuyên ngành định hướng khoa học kỹ thuật sát với nhu cầu bạn đọc, cung cấp tài liệu đáp ứng được các định hướng lớn của Đảng, Nhà nước về phát triển khoa học kỹ thuật trong thời kỳ đầu sơ khai,  gắn liền với sự ra đời và phát triển của UBKHNN – tiền thân của Bộ Khoa học và Công nghệ.
Lịch sử - Niềm tự hào, trách nhiệm và vinh dự
60 năm - một vòng đời của một tổ chức cũng giống như vòng đời con người. Bài viết được ghi lại trên tư liệu của các thế hệ đi trước nhằm mục đích không chỉ tái hiện lại lịch sử những giai đoạn đã qua của Nhà xuất bản mà còn thông qua lịch sử để hệ thống lại các giai đoạn trong quá trình hình thành, phát triển của Nhà xuất bản, giúp những thế hệ tương lai hiểu rõ hơn về Nhà xuất bản ra đời trong hoàn cảnh nào, gánh vác sứ mệnh gì, những thành quả, đóng góp của các thế hệ cán bộ, nhân viên Nhà xuất bản qua từng thời kỳ lịch sử phát triển KH-CN của đất nước; ôn lại lịch sử và khơi gợi niềm tự hào, trách nhiệm và vinh dự cho cán bộ, nhân viên Nhà xuất bản; định vị được bản sắc riêng, những giá trị cốt lõi của Nhà xuất bản; tổng kết những kinh nghiệm và rút ra những bài học xây dựng chiến lược phát triển đáp ứng đòi hỏi yêu cầu của giai đoạn mới.
Chúng ta tiếp tục tiến về phía trước, làm mới lại môi trường cạnh tranh liên tục, hiện tại và tương lai. Như Charles F. Kettering, có lẽ là nhà phát minh sơ khởi cuối cùng của Detroit đã nói rằng, "Tất cả chúng ta nên quan tâm đến tương lai bởi vì đó là nơi chúng ta sẽ phải sống cả đời." Bằng cách nhìn vào tương lai, người ta có thể làm tốt hơn tình trạng của hiện tại.
Các mốc lịch sử tiêu biểu:
Năm 1960: Ngày 9/6/1960, Chủ nhiệm Ủy ban Khoa học nhà nước Tạ Quang Bửu đã ký Quyết định số 185-KHH/QĐ về việc thành lập Nhà xuất bản Khoa học, tiền thân của Nhà xuất bản Khoa học và Kỹ thuật, trực thuộc Ủy ban Khoa học nhà nước.
Năm 1967: NXB Khoa học được đổi tên thành NXB Khoa học và Kỹ thuật, trực thuộc Ủy ban KH&KT Nhà nước.
Năm 1993:
- Quyết định số 61/QĐ, ngày 16/2/1993 về việc thành lập doanh nghiệp nhà nước Nhà xuất bản Khoa học và Kỹ thuật, trực thuộc Bộ Khoa học, Công nghệ và Môi trường;
- Phòng máy tính được thành lập, công đoạn chế bản sách được thực hiện bằng máy tính.

Năm 1995: Phòng Phát hành và Marketing được thành lập.
Năm 2001: Nhà xuất bản đã xây dựng xong trang Web và đưa vào hoạt động hệ thống thương mại điện tử nối với các Trung tâm thông tin lớn (Thư viện, Trung tâm thông tin của Bộ cũng như các đơn vị khác); nối mạng tin học toàn bộ các phòng, ban trong Nhà xuất bản; thực hiện tất cả các khâu từ việc hạch toán kế toán, quản lý kho tàng, quản lý nhân sự đến biên tập, chế bản... bằng máy tính.
Năm 2009: Tháng 8/2009, Nhà xuất bản thành lập Trung tâm Phát hành sách và Văn hóa phẩm khoa học kỹ thuật trên cơ sở phát triển Phòng Phát hành và Marketing.
Năm 2010: Quyết định số 1183/QĐ-BKHCN về việc chuyển đổi mô hình hoạt động Nhà xuất bản Khoa học và Kỹ thuật từ mô hình doanh nghiệp nhà nước thành đơn vị sự nghiệp công lập trực thuộc Bộ Khoa học và Công nghệ.
Năm 2014:
- Quyết định số 301/QĐ-TTg ngày 27/02/2014 của Thủ tướng Chính phủ phê duyệt Nhà xuất bản Khoa học và Kỹ thuật là đơn vị sự nghiệp công lập.
- Quyết định số 636/QĐ-BKHCN ngày 04/4/2014 của Bộ trưởng Bộ Khoa học và Công nghệ ban hành Điều lệ Tổ chức và hoạt động của Nhà xuất bản Khoa học và Kỹ thuật.

Năm 2015: Giấy phép thành lập Nhà xuất bản số 538/GP-BTTTT ngày 15/10/2015 của Bộ trưởng Bộ Thông tin và Truyền thông.

### Quá trình hình thành và phát triển
Nhà xuất bản đã xuất bản trên 20.000 đầu sách với hàng tỷ bản in tăng vượt trội so với thời điểm năm 1985 là 1300 đầu sách. Hơn 60 năm thành lập và phát triển, hiện nay Nhà xuất bản Khoa học và Kỹ thuật là một trong những nhà xuất bản lớn trong hệ thống các nhà xuất bản trên toàn quốc, đã xuất bản khoảng 20.000 đầu sách với hàng triệu bản phục vụ trực tiếp cho sự nghiệp đào tạo và nghiên cứu khoa học của đất nước.
Quá trình phát triển của nhà xuất bản được chia ra làm 5 giai đoạn chính:

#### Giai đoạn 1960 – 1963
Nhà xuất bản Khoa học được thành lập theo Quyết định số 185/QĐ, ngày 9 - 6 -1960 của Chủ nhiệm Ủy ban Khoa học nhà nước. Khi mới thành lập, Nhà xuất bản có nhiệm vụ: xuất bản  tài liệu, sách báo, tranh ảnh... phục vụ công tác nghiên cứu và phổ biến khoa học góp phần xây dựng nền khoa học và kỹ thuật nước nhà đẩy mạnh công cuộc xây dựng Chủ nghĩa xã hội ở miền Bắc và đấu tranh thực hiện thống nhất nước nhà. Xuất bản phẩm chủ yếu là sách phổ thông, nâng cao dân trí, phục vụ sản xuất, sức khỏe, kinh tế, chống mê tín dị đoan,... theo đường lối Đại hội Đảng lần thứ III (1960).
Khi mới thành lập, thời gian đầu Nhà xuất bản chưa có chủ nhiệm, ông Phạm Năng Văn làm Phó Chủ nhiệm phụ trách.
Từ năm 1960 - 1962 với 4 đến 5 người giúp việc, trong đó có Lê Văn Cư và Trần Tý là những cán bộ được phân công phụ trách từng phần công tác chuyên môn dưới sự chỉ đạo trực tiếp của Ủy ban Khoa học Nhà nước (UBKHNN) (tiền thân của Bộ Khoa học và Công nghệ). Nhiệm vụ của các cán bộ này là liên hệ với các nhà in để đưa in các tài liệu do các phòng ban của UBKHNN đưa tới. UBKHNN lúc  ấy bao gồm cả Khoa học kỹ thuật và Khoa học xã hội, nên có rất nhiều phòng ban, vụ, viện như: (Ban KH cơ bản, Ban toán lý hóa, Ban sinh vật địa, Ban Nông lâm ngư nghiệp, Vụ HTQT, Viện Văn, Viện Triết, Viện Luật, Viện Ngôn Ngữ,... Ngoài nhiệm vụ chuyên môn các đơn vị này còn có việc tổ chức biên sọan biên dịch các tài liệu khoa học cơ bản, khoa học kỹ thuật, khoa học xã hội.  Đặc biệt ban nào cũng có một bộ phận (một người kiêm việc) tổ chức các hội nghị (toàn các giáo sư, các nhà khoa học  đầu ngành của nước Việt Nam tham gia) để biên soạn biên dịch các loại từ điển chuyên ngành, các loại từ điển đối chiếu Nga, Anh, Pháp,… sang tiếng Việt, chuyển NXB đưa đi in. Trong những năm đầu, NXB chỉ mới xuất bản được vài đầu sách do Hội phổ biến khoa học và kỹ thuật chuyển sang, đó là những cuốn
- Khoa học và đời sống. Nhiều tác giả. Tập 1, 2, 1960.

- Giải đáp khoa học. Nhiều tác giả. Tập 1, 1960. Tập 2, 1963.

Vai trò định hướng ban đầu chính là đồng chí Tạ Quang Bửu là người rất quan tâm đến sự nghiệp xuất bản sách khoa học – kỹ thuật. Đồng chí đã có những đóng góp to lớn trong quá trình xây dựng và phát triển Nhà xuất bản Khoa học trong giai đoạn đầu sơ khai, trứng nước.

#### Giai đoạn 1963 - 1975
Đến tháng 3 năm 1963, ông Lê Bá Hoan đang là thư ký vụ Ban khoa học cơ bản của UBKHNN có quyết định chính thức làm Chủ nhiệm, về phụ trách Nhà xuất bản.
Cũng năm 1963, NXB Khoa học sáp nhập với Nhà xuất bản Sử học (của Viện Sử học) nhưng vẫn giữ tên là Nhà xuất bản Khoa học. Số lượng cán bộ thời kỳ này đã trên 10 người, ít lâu sau Nhà xuất bản Sử học được sáp nhập vào. Chức năng của Nhà xuất bản thời kỳ này là xuất bản sách khoa học kỹ thuật và khoa học xã hội. Những cán bộ đầu tiên là các đồng chí Vương Đình Quán, Nguyễn Hữu Nguyên, Nguyễn Văn Trân, Lê Văn Bình, trừ đồng chí Bình tốt nghiệp Đại học Tổng hợp ra, các đồng chí còn lại chỉ mới tốt nghiệp tú tài trước đây. Xuất bản phẩm chủ yếu lúc này là sách về văn, sử, địa, các công trình của các Viện nghiên cứu.
Nhà xuất bản đã bắt tay vào xây dựng phương hướng phát triển với kế hoạch đề tài và xây dựng đội ngũ cán bộ trong những chặng đường đầu tiên. Định hướng xuất bản theo hai mảng sách:
- Sách tham khảo (chuyên ngành) cho cán bộ khoa học kỹ thuật;
- Sách phổ biến khoa học cho quần chúng rộng rãi.

Để thực hiện được phương hướng đề ra, Nhà xuất bản gấp rút xây dựng, cơ cấu lại Nhà xuất bản và việc đầu tiên là phải tăng cường đội ngũ biên tập viên.
Bộ sách "10 vạn câu hỏi vì sao" được tổ chức xuất bản lần đầu tiên năm 1961, đến năm 1963 xuất bản được 5 chủ đề bao gồm:
- Toán. (Lê Anh Tài dịch). Tập 1, 1963. Tập 2, 1963.
- Vật lý. (Quang Anh dịch), 1963.
- Hóa học. (Lê Anh Tài dịch). Tập 1, 1963. Tập 2, 1963.
- Động vật. (Trịnh Văn Thịnh dịch). Tập 1, 1964. Tập 2, 1964. Tập 3, 1965.
- Nông nghiệp. Tập 1, 1963.

Cuối năm 1963 công việc tổ chức biên dịch biên soạn phân tán tại các tổ chức ở các đơn vị trong UBKHNN được tập trung lại thành Tổ Từ điển thuật ngữ khoa học thuộc UBKHNN do Giáo sư Lê Khả Kế phụ trách, giáo sư Lưu Vân Lăng làm phụ tá - bao gồm cả hai mảng khoa tự nhiên và khoa học xã hội.
Năm 1965, bộ phận từ điển của Nhà xuất bản được hình thành trên cơ sở Tổ thuật ngữ của UBKHNN. Khi UBKHNN tách ra làm hai, Tổ thuật ngữ được chuyển sang Ủy ban khoa học xã hội. Trong khi đó, xây dựng và sử dụng thuật ngữ khoa học kỹ thuật đang trở nên cấp thiết. Nhà xuất bản phải nhiều lần kiến nghị xin các đồng chí này về. Đến ngày 17/6/1968, Bộ phận Từ điển được thành lập do bà Ngô Thị Quy Tắc làm Tổ trưởng, cùng với bà Cao Thị Xuân Cam và ông Nguyễn Đình Đằng từ Viện Ngôn ngữ thuộc UBKHXH đang sơ tán ở Hà Bắc được quyết định chuyển về NXB với đầy đủ chức năng của một bộ phận công tác từ điển thuật ngữ KHKT, làm việc ở 39 Trần Hưng Đạo. Lúc này Nhà xuất bản đã có Tổ biên tập, tổ sản xuất, bộ phận hành chính,… đang sơ tán ở Hà Tây. Thời kỳ này, Phòng Biên tập từ điển là phòng đông nhất và các sách từ điển đã đáp ứng kịp thời yêu cầu bạn đọc, nhất là sau ngày đất nước được thống nhất.
Cũng năm 1965, Nhà xuất bản Khoa học tách làm hai, thì Nhà xuất bản đã có đội ngũ vững vàng gồm 25 cán bộ. Tháng 8-1965, đế quốc Mỹ bắt đầu cuộc chiến tranh phá hoại miền Bắc. Với mục tiêu phải bảo toàn lực lượng và phát triển trong tình hình mới. Nhà xuất bản đã thực hiện chủ trương sơ tán và tổ chức cho tất cả biên tập viên đi thực tế ở các tỉnh. Đây là một thời kỳ gian khổ nhưng đã để lại những kỷ niệm sâu sắc khó quên, đầu tiên lên Hiệp Hóa, Mong Làng (Tiên Sơn – Hà Bắc), sau đó lại về Chương Mỹ (Hà Tây) và đợt cuối cùng là tận Tam Dương (Vĩnh Phú)…hoạt động của Nhà xuất bản lúc này rất sôi nổi và dần ổn định, đi vào nề nếp, tạo điều kiện cho biên tập viên  tìm hiểu nhu cầu về sách của các đối tượng bạn đọc theo đúng yêu cầu thời chiến để làm sách thiết thực phục vụ sản xuất, chống chiến tranh phá hoại ở miền Bắc, chiến đấu ở miền Nam, chống mê tín dị đoan... Cán bộ biên tập đi thực tế vào tận những nơi "nóng bỏng" săn lùng cộng tác viên sâu tít trong rừng. Trình độ chuyên môn và nghiệp vụ của các biên tập viên ngày càng được hoàn thiện.
Tháng 5 - 1967, Nhà xuất bản Khoa học được đổi tên thành Nhà xuất bản Khoa học và Kỹ thuật, trực thuộc Ủy ban Khoa học và Kỹ thuật Nhà nước.
Nhiệm vụ chính của Nhà xuất bản giai đoạn 1968 – 1975 là vừa phải ra sách phục vụ mục tiêu trước mắt (sản xuất, chiến đấu...), vừa phải chuẩn bị cho việc giải phóng miền Nam, thống nhất đất nước. Do đó, quy mô phát triển của Nhà xuất bản ngày càng tăng, số lượng biên tập viên được bổ sung, cơ cấu tổ chức bộ máy cũng thay đổi nhiều so với trước. Nhà xuất bản lúc này bao gồm 5 phòng chức năng: Phòng Biên tập sách phổ biến, Phòng Biên tập sách tham khảo, Phòng Biên tập từ điển, Phòng Tổng hợp, Phòng Sản xuất. Những năm 1971 - 1972, số đầu sách xuất bản có năm lên tới năm, sáu chục cuốn, một số cuốn sách có giá trị như: "Chống chiến tranh hóa học", "Làm đường nông thôn", "Chống trơn lầy cho ô tô", "Khai thác nước mạch tưới ruộng", "Thủy điện nhỏ",...

#### Giai đoạn 1975 – 1979
Sau khi miền Nam hoàn toàn giải phóng, thống nhất nước nhà, Nhà xuất bản Khoa học và Kỹ thuật lập Chi nhánh tại Thành phố Hồ Chí Minh với nhiệm vụ đặt đề tài, biên tập, in, phát hành sách (kể cả sách do Hà Nội gửi vào) tại thành phố và các tỉnh phía Nam. Đây là thời kỳ NXB được nhà nước bao cấp, sách xuất bản theo đơn đặt hàng của nhà nước. Ấn phẩm in bằng phương pháp tipo, chất lượng sản phẩm không tốt.
Nhiệm vụ lúc này của Nhà xuất bản là ra sách phục vụ sản xuất, học tập, nghiên cứu, phục hồi kinh tế, xây dựng chủ nghĩa xã hội trong phạm vi cả nước. Nhà xuất bản đã xác định các loại sách chính cần xuất bản trong giai đoạn này là: sách tham khảo, sách công trình khoa học Việt Nam, sách phổ biến kiến thức và kỹ thuật, sách quản lý, sách từ điển.
Những năm 1985 - 1987, kinh tế đất nước giảm sút, đời sống cán bộ, công nhân viên gặp nhiều khó khăn, số sách xuất bản giảm.

#### Giai đoạn 1979 - 1986
Năm 1979, ông Nguyễn Duy Quế có quyết định Quyền Giám đốc Nhà xuất bản.
Trong bối cảnh đất nước đã thống nhất, xây dựng chủ nghĩa xã hội trong phạm vi cả nước, nhiệm vụ lúc này của Nhà xuất bản là ra sách phục vụ sản xuất, học tập, nghiên cứu, phục hồi kinh tế, xác định các loại sách chính cần xuất bản trong giai đoạn này là:
- Sách phổ biến khoa học – kỹ thuật, gồm các loại phổ biến kiến thức, phổ biến kỹ thuật, sách hỏi đáp, lịch sử khoa học,…;
- Sách tham khảo chuyên ngành, gồm các loại công trình tư liệu, chuyên khảo, sách quản lý, sách tra cứu và từ điển,…)

Nhiều bộ sách, cuốn sách đầu tiên được xuất bản đã đề cập đến những vấn đề khoa học – kỹ thuật mà bạn đọc muốn tìm hiểu có ứng dụng thiết thực trong đời sống sản xuất. Những bộ sách giới thiệu về thiên nhiên đất nước; những cây thuốc Việt Nam; những kiến thức thông thường về trồng trọt chăn nuôi, chế biến nông sản, sử dụng dụng cụ điện, cơ khí, xây dựng, giao thông vận tải, năng lượng,… đã đáp ứng kịp thời những vấn đề nóng hổi của công cuộc xây dựng chủ nghĩa xã hội trong thời kỳ đó như vấn đề tiêu chuẩn hóa, nâng cao chất lượng sản phẩm, vấn đề quản lý KH-KT, vấn đề sử dụng hợp lý tài nguyên thiên nhiên và bảo vệ môi trường. Đặc biệt, mảng từ điển (gồm có từ điển diễn giải, từ điển đối chiếu song ngữ,…) sau này là thế mạnh của Nhà xuất bản về từ điển khoa học - kỹ thuật chuyên ngành bằng tiếng Anh, Nga, Pháp như: Danh từ hóa học Nga - Anh - Việt (1963), Danh từ toán học Nga - Việt (1963), Danh từ địa lý Nga - Việt (1963), Danh từ vật lý Nga - Anh - Việt (1963),…
Trong điều kiện khó khăn về kinh tế chung của đất nước, giấy in thiếu thốn, kỹ thuật in typo chưa cao, nhưng số sách hàng năm vẫn ra đều, chất lượng một nâng cao. Công tác biên tập chú trọng tinh giản rút ngắn tối đa số trang bản thảo, tăng thêm lượng thông tin. Mặt khác, việc tìm tòi đề tài hay và tăng thêm thể loại sách làm cho xuất bản phẩm ngày càng phong phú và đa dạng.
Tính đến năm 1985, sau hai mươi lăm năm, Nhà xuất bản đã cho ra mắt bạn đọc trên 1300 đề tài sách với hàng triệu bản in là kết quả lao động gian khổ của hàng nghìn tác giả, hàng trăm biên tập viên, hàng nghìn cán bộ công nhân viên ngành in ấn. Nhà xuất bản Khoa học và Kỹ thuật còn được biết đến là một trong hai NXB tiên phong, chủ lực xuất bản sách KH-KT phục vụ phát triển kinh tế, đặc biệt là kinh tế nông nghiệp ở miền Bắc nước ta những năm 60-70 (bên cạnh NXB Nông nghiệp). Nhìn tổng quan, sách của Nhà xuất bản đề cập đến hầu hết các ngành khoa học kỹ thuật: từ toán, lý, hóa, sinh, điều tra cơ bản, y dược, nông lâm ngư nghiệp, xây dựng, giao thông, thủy lợi, cơ khí, luyện kim, điện và điện tử, công nghệ thực phẩm cho đến ngành quản lý kinh tế và quản lý KH-KT. Mỗi cuốn sách đều trả lời được câu hỏi bạn đọc mong muốn như: "Hỏi đáp về động vật", "Hỏi đáp về thực vật", "Truyền hình thật là đơn giản", "Thiên văn học giải trí" đến những cuốn phổ biến kỹ thuật như: "Tự sửa máy thu hình", "Cấp cứu ô tô trên đường", " Cách dùng và bảo quản thuốc trừ sâu", "Sách lịch kiến thức phổ thông" (được xuất bản hằng năm kể từ năm 1983), bộ sách "Thế giới khoa học – kỹ thuật",… là những thử nghiệm được dư luận chú ý. … Thời kỳ này, sách phục vụ cho công tác của Ủy ban khoa học và kỹ thuật nhà nước, Hội phổ biến khoa học và kỹ thuật, của các Viện nghiên cứu, các bộ ngành công nghiệp, kinh tế chưa có tổ chức xuất bản chuyên ngành. Bao gồm tính chất sau:
- Có đầy đủ chuyên ngành;
- Có nhiều thể loại;
- Nội dung nhiều cuốn có chất lượng cao;
- Có sách dịch của một số tác phẩm hay trên thế giới;
- Có rất nhiều tác phẩm của rất nhiều tác giả là những nhà khoa học – kỹ thuật nổi tiếng của nước ta.

Sách của NXB chiếm vị trí quan trọng trong toàn bộ khối lượng phát hành hàng năm ở nước ta. Nhiều cuốn đã đến tay kiều bào ta ở nước ngoài và được trao đổi với các nhà khoa học, các thư viện và cá biệt một vài bảo tàng trên thế giới. Một số sách được đem đi dự các hội chợ triển lãm quốc tế, Một số cuốn đã giành được giải thưởng trong và ngoài nước. Bước đầu đã có những quan hệ với hai Nhà xuất bản lớn của Liên Xô. Sự hợp tác đó đã đem lại những kết quả tốt đẹp.
Đội ngũ cán bộ biên tập, từ vài ba cán bộ chưa có trình độ khoa học, đến thời điểm này đã lên gần tới 50 người trong tổng số 85 cán bộ nhân viên của Nhà xuất bản. Các phòng ban được chuyên môn hóa. Nhà xuất bản đã xây dựng được ba phòng biên tập: phòng sách phổ biến, phòng sách tham khảo chuyên ngành và phòng từ điển. Các phòng chức năng khác được xây dựng đồng bộ.
Với những thành tích nói trên, năm 1980, Nhà xuất bản đã vinh dự được Chính phủ tặng Huân chươngLao động hạng Nhất.

#### Giai đoạn 1986 – 1993
Thời kỳ đổi mới quản lý kinh tế, chuyển sang hạch toán kinh doanh, nâng cao quyền chủ động sản xuất kinh doanh của các doanh nghiệp đã tác động tích cực đến phương hướng và nhiệm vụ của Nhà xuất bản. Đây là thời kỳ hoạt động xuất bản nhìn chung đều gặp khó khăn. Nhà xuất bản bước đầu làm quen với việc tự chủ về tài chinh, làm sách phải có lãi, tự làm, tự bán. Trước tình hình đó, Nhà xuất bản đã phải huy động cán bộ, công nhân viên, tham gia bán sách và văn hóa phẩm. Để đáp ứng yêu cầu mới, Nhà xuất bản đã điều chỉnh lại cơ cấu tổ chức, mở thêm 2 cửa hàng giới thiệu sách tại Hà Nội và Thành phố Hồ Chí Minh nhằm tăng cường công tác phát hành, làm đòn bẩy cho xuất bản. Trong thời gian 1989 - 1992, đời sống cán bộ, công nhân viên đã được nâng cao một bước.
Năm 1986, ông Nguyễn Mạnh Tuân có quyết định Giám đốc Nhà xuất bản.
Năm 1991, PGS. TS Tô Đăng Hải là Giám đốc Nhà xuất bản Khoa học và Kỹ thuật.
Những bộ sách Phổ biến kiến thức vẫn là ấn phẩm chủ đạo của thời kỳ này như:
Bộ sách "Khoa học - Kỹ thuật - Đời sống", tập 1, 2, 3, 4, 5 (1987), 15.100 bản; tập 6, 7 (1987), 7.500 bản;
Bộ sách "Thế giới khoa học kỹ thuật", nhiều tác giả, tập 1, 2,3,4,5 trên 50.000 bản.

#### Giai đoạn 1993 - 2009

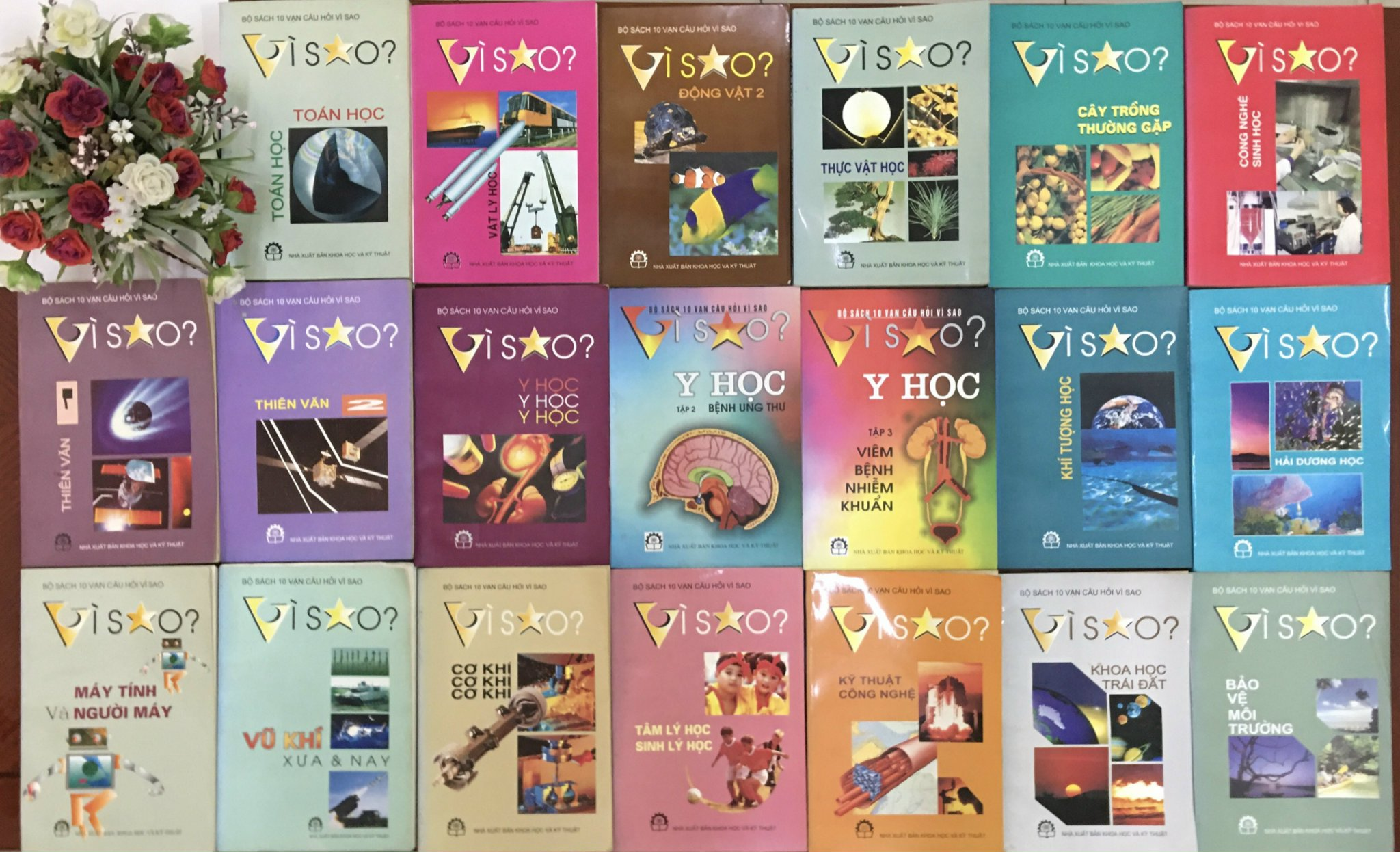

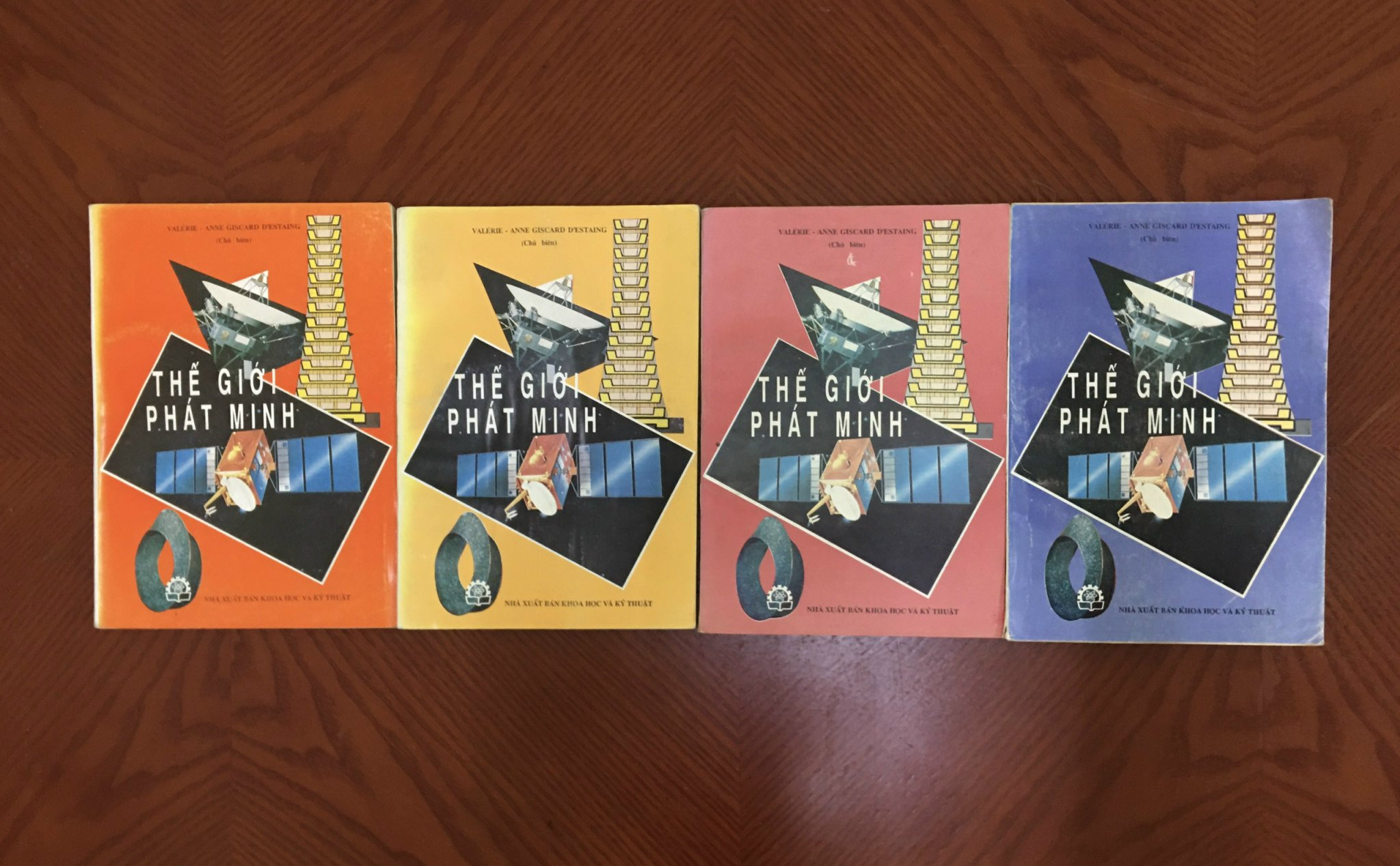

Ngày 16/2/1993, Nhà xuất bản đã được chuyển đổi mô hình tổ chức và hoạt động thành Doanh nghiệp nhà nước theo Quyết định số 61/QĐ, ngày 16/2/1993 của Bộ trưởng Bộ Khoa học, Công nghệ và Môi trường. Là thời kỳ hoạt động xuất bản bắt đầu có nhiều chuyển biến, Luật xuất bản 1993 có hiệu lực thi hành. Cơ cấu, bộ máy tổ chức Nhà xuất bản đã có sự thay đổi cho phù hợp với mô hình doanh nghiệp NN hoạt động kinh doanh có tính chất đặc thù.
Nhiệm vụ lúc này của Nhà xuất bản là ra sách phục vụ đổi mới quản lý kinh tế, kỹ thuật và phục vụ cho quá trình đổi mới quản lý nền kinh tế của đất nước. Để thực hiện được mục tiêu đó Nhà xuất bản tập trung định hướng  phát triển thị trường mạng lưới đội ngũ tác giả, cộng tác viên, mạng lưới phát hành trên toàn quốc và cung cấp cho các thư viện, nhà phân phối sách của một số nước có nền KH-KT phát triển trên thế giới.
Đây là giai đoạn đội ngũ cán bộ, nhân viên Nhà xuất bản được đào tạo từ nước ngoài như Liên Xô, Bun-ga-ri, Tiệp Khắc…và tại các trường đại học Bách khoa Hà Nội, trường đại học Tổng hợp, Mỏ - địa chất… đang ở độ tuổi sung sức nhất, tinh thông nghề nghiệp, kiên định, cá tính, có bản lĩnh, có khát vọng xây dựng thương hiệu Nhà xuất bản cũng như thương hiệu cá nhân trên từng xuất bản phẩm. Họ đã tạo ra những bộ sách có giá trị, có sức hút lớn, có sức sống lâu dài, được tái bản nhiều lần, gắn liền với tên tuổi tác giả là các giáo sư, tiến sỹ đầu ngành trong lĩnh vực khoa học kỹ thuật.
Đây là giai đoạn Nhà xuất bản chuyển đổi sang nền kinh tế thị trường. Trước đây, Tổng Công ty Phát hành sách Việt Nam bao tiêu toàn bộ đầu ra, Nhà xuất bản chỉ lo đầu vào, tổ chức đề tài, biên tập, xuất bản sách. Là một giai đoạn khó khăn của cả nước, hầu hết các đơn vị không bắt nhịp kịp. Ngành phát hành sách của cả nước đều thua lỗ kéo dài, có nhiều đơn vị trong ngành phải đóng cửa. Trước tình hình đó, Lãnh đạo Nhà xuất bản xác định đội ngũ cán bộ miền Bắc có năng lực tốt trong việc tổ chức xuất bản sách giá trị và chất lượng, còn miền Nam có lợi thế về thị trường. Từ đó có những định hướng triển khai công tác phát triển thị trường phát hành tại miền Nam và đã có một số giải pháp, hướng đi thử nghiệm mới như liên doanh liên kết trong công tác xuất bản, phương thức phát hành sách linh hoạt hơn. Sự trưởng thành về mọi mặt thể hiện trên nhiều kết quả, mang những dấu ấn nổi trội, tiên phong, khối lượng xuất bản phẩm đồ sộ có sức hút, những định hướng lớn phù hợp với thời đại đã được các Nhà xuất bản khác học tập. Nhờ uy tín của những người dẫn đầu Nhà xuất bản đã thu hút được đội ngũ tác giả, cộng tác viên giỏi, đầu ngành trên mỗi lĩnh vực.
Những bộ sách, cuốn sách thuộc mảng phổ biến khoa học như:
- Bộ sách "10 vạn câu hỏi vì sao" (Thế Truờng dịch), dịch từ nguyên bản của nhiều tác giả Trung Quốc, từ 5 chủ đề đầu tiên được tổ chức xuất bản từ năm 1961 đến năm 1992, Nhà xuất bản đã dịch và bổ sung một số tài liệu khác lên đến 21 chủ đề. Trong 10 năm, từ 1993 đến 2003, bộ sách được tái bản liên tục hàng năm, số lượng xuất bản hàng trăm ngàn bản, tái bản nhiều lần, mỗi lần từ 1500 đến 2500 cuốn/1 tên sách, dẫn đầu mảng đề tài phổ biến kiến thức trên thị trường. Với kho tàng kiến thức vô cùng phong phú về nhiều lĩnh vực, bộ sách có sức sống lâu dài cho đến nay.
- Bộ sách "Ông ơi, Vì sao lại thế" (Chu Công Phùng - Nguyễn Mộng Hưng, biên dịch sách Trung Quốc). Tập 1, 1992, 32 tr., 13 x 19, 2.500 bản; Tập 2, 1992, 36 tr., 13 x 19, 2.500 bản; Tập 3, 1993, 54 tr., 13 x 19, 2.500 bản; Tập 4, 1993, 50 tr., 13 x 19, 2.500 bản; Tập 5, 1993, 48 tr., 13 x 19, 2.500 bản; Tập 6, 1993, 44 tr., 13 x 19, 2.500 bản.
- Bộ sách "Thế giới phát minh" (Valérie - Anne Giscard D’ Estaing; Đặng Mộng Lân, Nguyễn Hữu Ngọc, Trịnh Trung Thành, Đặng Văn Sử dịch từ nguyên bản tiếng Pháp). Tập 1, 1993, 208 tr., 2500 bản; Tập 2, 1993, 216 tr., 2500 bản; Tập 3, 1994, 264 tr., 1000 bản; Tập 4, 1994, 244 tr., 1000 bản đã được xuất bản với sự cộng tác của các dịch giả, cũng như biên tập viên Nhà xuất bản tham gia vào dịch trong thời gian ngắn, khối lượng đồ sộ, với sự miệt mài để ra những bộ sách đáp ứng nhu cầu tìm hiểu thế giới, thu thập những phát minh, sáng chế  giúp cải thiện cuộc sống, tăng năng suất lao động. Một số phát minh có ảnh hưởng lớn đến lịch sử phát triển của loài người và thúc đẩy nền khoa học phát triển.
- Bộ sách dịch về Quản trị, tài chính doanh nghiệp của các tác giả, Nhà xuất bản nổi tiếng trên thế giới như:
  - "Tư vấn quản lý" của tổ chức lao động quốc tế (ILO) đã được in 8 lần trong 10 năm dịch ra nhiều thứ tiếng trên khắp châu lục"
  - "Những vấn đề cốt yếu của quản lý (2 tập) (Tái bản), Harold Koontz, Cyril Odonnell, Heinz Weihrich (Vũ Thiếu, Nguyễn Mạnh Quân, Nguyễn Đăng Dậu dịch);
  - Tiền tệ ngân hàng và thị trường Tài chính, được biên soạn dựa trên cuốn The Economics of Money, Banking and Financial Markets của Frederic S. Mishkin - giáo sư Trường Đại học Tổng hợp Côlômbia, Mỹ, Nhà xuất bản Harped xuất bản. Sách được dịch sang tiếng Việt trong điều kiện nền kinh tế bước đầu phôi thai, nhiều thuật ngữ kinh tế, tiền tệ, tài chính chưa được du nhập vào Việt Nam trong thực tiễn và cả lý thuyết khi đất nước chuyển đổi từ nền kinh tế điều khiển sang nền kinh tế thị trường định hướng XHCN. Sách cung cấp những nội dung như: cách nhìn nhận tổ chức từ nhiều góc độ; tiếp xúc mặt đối mặt trong quản lý… Bộ sách đã góp phần cung cấp kiến thức cần thiết cho các tổ chức, doanh nghiệp trong giai đoạn chuyển đổi, cải cách nền kinh tế, hành chính.
- Những cuốn sách đầu tiên trong bộ sách của tác giả Trịnh Xuân Thuận, như " Hỗn độn hài hòa", "Giai điệu bí ẩn",… Ông là nhà khoa học người Mỹ gốc Việt trong lĩnh vực vật lý thiên văn. Các tác phẩm của ông đã đạt nhiều giải thưởng lớn Moron của Viện Hàn lâm Pháp (2007), giải Kalinga của UNESCO nhờ đóng góp trong công cuộc đại chúng hóa khoa học.
- Bộ Từ điển chuyên ngành, tra cứu. Trong 17 năm (1991-2008), Nhà xuất bản đã xuất bản 88/200 đầu từ điển các loại, trong thời gian 60 năm. Trong thời kỳ này, bộ sách là một loại sách công cụ quan trọng đã góp phần bổ sung vào hệ thống thuật ngữ, danh pháp, vốn từ phong phú và đồ sộ về lĩnh vực khoa học kỹ thuật chuyên ngành. Bộ sách bao gồm: Từ điển Toán học Anh – Việt; Hóa học Anh – Việt; Khoa học và Công nghệ Anh - Việt; Khoa học và Công nghệ Việt – Anh; Hóa học Anh - Việt; Sinh học Anh - Việt; Môi trường Anh - Việt; Kinh tế - Kinh doanh Anh - Việt; Dệt may Anh - Việt; Bách khoa sinh học; Bách khoa thiên văn học; Bách khoa Lịch sử khoa học công nghệ; Bách khoa y học phổ thông…Những cuốn sách tra cứu như "Sổ tay tra cứu điện tử, Hướng dẫn lắp đặt điện theo tiêu chuẩn quốc tế IEC",... cùng các bộ sách về dược liệu mà nổi bật nhất là cuốn "Cây thuốc và động vật làm thuốc ở Việt Nam" đã được giải thưởng lớn, "Sách đỏ Việt Nam"  …
- Các bộ sách giáo trình khoa học kỹ thuật, tham khảo chuyên ngành tiêu biểu đã được tái bản rất nhiều lần phục vụ cho các trường đại học, viện nghiên cứu trên toàn quốc trong suốt mấy thập kỷ qua như "Nguyên lý máy", "Sổ tay Công nghệ chế tạo máy – 3 tập", "Kỹ thuật điện", "Kỹ thuật mạch điện tử", "Kỹ thuật số", "Kỹ thuật nhiệt", "Hướng dẫn thiết kế lắp đặt điện theo tiêu chuẩn quốc tế IEC", "Điện tử công suất", "Khí cụ điện", "Cơ học kết cấu" (Lều Thọ Trình, Nguyễn Mạnh Yên), "Tính toán các quá trình thiết bị trong công nghệ hóa chất và thực phẩm – 5 tập, Nguyễn Bin" "Sổ tay quá trình và thiết bị công nghệ hóa chất – 2 tập),...

Tiên phong trong ứng dụng công nghệ thông tin vào công tác quản trị, tác nghiệp
Đánh giá ứng dụng công nghệ thông tin vào công tác quản trị, tác nghiệp sẽ giúp làm biến đổi Nhà xuất bản, ngay từ năm 2001, khi internet còn chưa phổ biến rộng rãi, Nhà xuất bản đã xây dựng Website kết nối với các Trung tâm thông tin lớn; nối mạng tin học nội bộ các phòng, ban trong Nhà xuất bản; thực hiện tất cả các khâu từ việc hạch toán kế toán, đến biên tập, chế bản bằng máy tính,… Năm 1993, Phòng máy tính được thành lập, công đoạn chế bản sách được thực hiện bằng máy tính rút ngắn thời gian sản xuất, chất lượng sản phẩm nâng cao rõ rệt, năng suất lao động tăng cao.
Tiên phong trong ứng dụng Marketing tạo ra lợi thế cho Nhà xuất bản
Xác định tầm quan trọng của Marketing, từ năm 1995, Nhà xuất bản thành lập Phòng Phát hành và Marketing với ba cán bộ đầu tiên. Bước đầu thành lập, xác định tầm quan trọng của đầu ra trong việc xây dựng quan hệ giữa đội ngũ nhân viên NXB với các đối tác, khách hàng. Định vị sản phẩm, thương hiệu, xây dựng hình ảnh NXB trong tâm trí của khách hàng. Họ đã làm việc không chỉ với trách nhiệm mà còn là tình yêu nghề nghiệp, tinh thần tận tụy vì khách hàng.
Phát triển thị trường, mạng lưới phát hành trong và ngoài nước
Công tác phát hành sách được đặc biệt chú trọng phát triển thị trường song song với việc đẩy mạnh khai thác bản thảo, xây dựng Trung tâm sách KHKT tại Đã Nẵng, Cần Thơ và mở rộng đại lý tại các tỉnh, thành phố, khu vực khác như hệ thống các thư viện, Nhà sách trường đại học, hệ thống Fahasa, hệ thống Tổng công ty PHS và công ty PHS các tỉnh, hệ thống công ty sách và thiết bị trường học, các Nhà sách lớn tại các thành phố lớn… Cung cấp cho các thư viện, nhà phân phối sách của các nước như Mỹ, Canada, Anh, pháp, Đức, Italia, Thụy Sĩ, Thụy Điển, Autralial, Trung Quốc, Lào và một số quốc gia khác để hỗ trợ việc tiêu thụ sách, văn hóa phẩm.
Tuyên truyền phổ biến thông tin khoa học – kỹ thuật thông qua sản phẩm Lịch
Ngoài sách, việc tuyên truyền phổ biến thông tin về khoa học – kỹ thuật còn được khai thác trên các sản phẩm Lịch, mang dấu ấn bản sắc riêng. 365 ngày/tờ lịch là bấy nhiêu thành tựu khoa học của Việt Nam, danh ngôn hay, các mốc lịch sử, những ngày lễ, ngày kỷ niệm gắn liền với thông tin, sự kiện khoa học - kỹ thuật đất nước và thế giới, đánh dấu thương hiệu Nhóm Lịch khoa học - kỹ thuật trong giai đoạn từ 1991 - 2006 với tập hợp của 12 Nhà xuất bản. Nhà xuất bản được lựa chọn làm một trong bốn nhóm trưởng nhóm Lịch.
Việc xuất bản lịch blốc trong giai đoạn này là ưu thế của các nhà xuất bản và được thực hiện như các xuất bản phẩm khác để bù lỗ cho hoạt động xuất bản sách là sản phẩm đặc thù. Tuy nhiên, năm 2005, chủ trương của Bộ VHTT tại Hội nghị Tổng kết hoạt động xuất bản 2005 là đẩy mạnh xã hội hóa hoạt động xuất bản lịch blốc.
Trước năm 2008, công tác khai thác đề tài của Nhà xuất bản đươc đánh giá khá mạnh, giai đoạn này đã cho ra đời những bộ sách có giá trị tạo nên thương hiệu Nhà xuất bản. Quá trình khai thác đề tài phụ thuộc vào biên tập viên, mảng đề tài được phân công sẽ phát triển mạnh hay yếu phụ thuộc vào chính người biên tập viên (do kinh nghiệm cũng như kiến thức chuyên ngành và mạng lưới quan hệ của biên tập viên) nên định hướng đề tài có giai đoạn tập trung, có giai đoạn dàn trải do tác động của sự thay đổi đội ngũ biên tập viên.

Giai đoạn này Nhà xuất bản mạnh ở mảng đề tài sách tự đầu tư vốn kinh doanh là giáo trình các trường đại học lớn như Trường Đại học Bách Khoa, Xây dựng, Kinh tế…Phần lớn giáo trình của những trường này được nhiều trường cao đẳng, đại học trong cả nước sử dụng làm giáo trình, hoặc sách tham khảo cho trường mình. Dòng sách nổi bật trong giai đoạn này là sách Điện, Điện tử, Cơ khí, Tự động hóa, Xây dựng, Kiến trúc, Sinh học, Hóa học, Môi trường và Từ điển trên mọi chuyên ngành. Quá trình xuất bản giai đoạn này mang rõ nét của quá trình sản xuất đẩy kết hợp sản xuất kéo, là giai đoạn hưng thịnh nhất về các xuất bản phẩm của Nhà xuất bản Khoa học và Kỹ thuật.

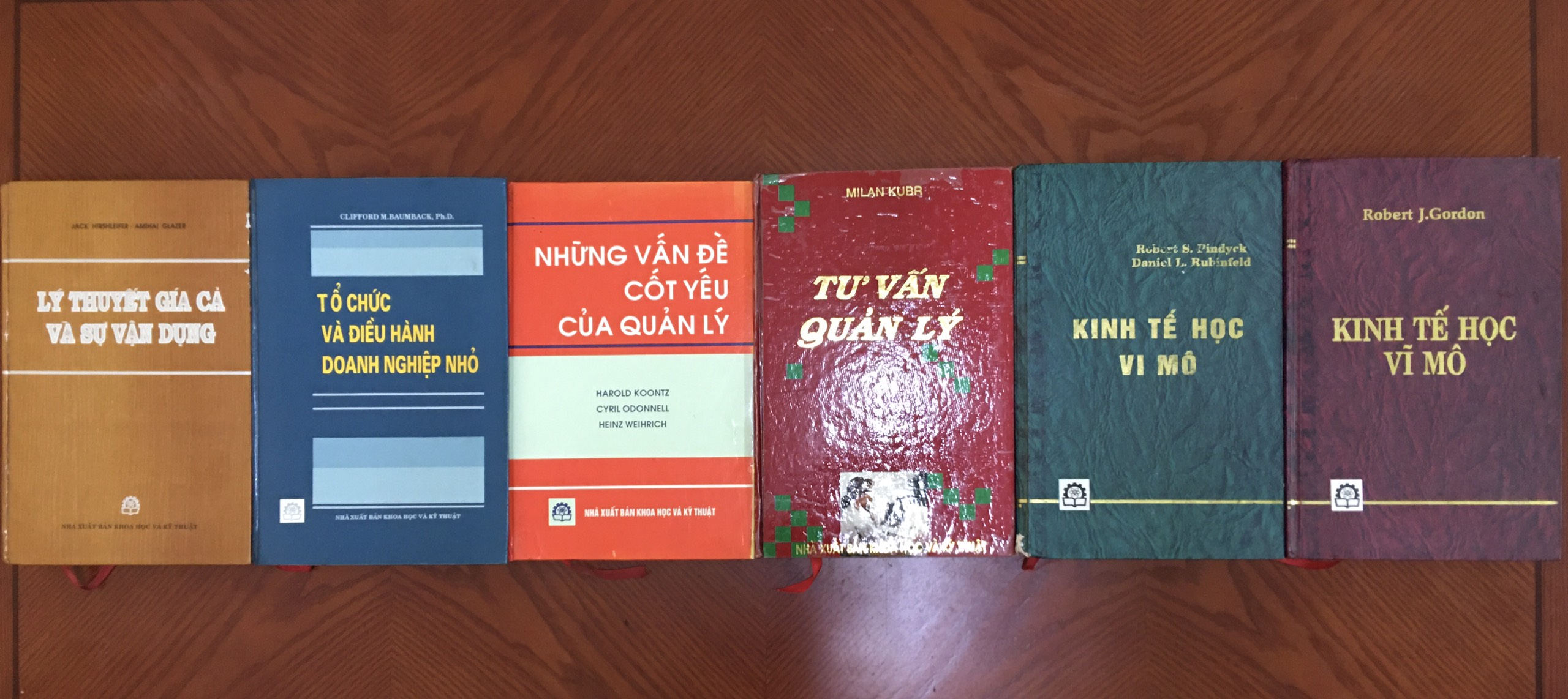

#### Giai đoạn 2009 - 2010
Đến năm 2008, Giám đốc Nhà xuất bản là TS. Phạm Văn Diễn.
Đây cũng là một trong những giai đoạn khó khăn nhất của Nhà xuất bản và của ngành xuất bản nói chung. Trong bối cảnh các nhà xuất bản chuyên ngành của các trường đại học được thành lập, trùng về mảng đề tài, kinh phí từ ngân sách nhà nước cho hệ thống thư viện bị cắt giảm đáng kể, sự phát triển mạnh mẽ của internet trong điều kiện bản quyền sách chưa được bảo vệ thỏa đáng, sách của nhà xuất bản bị in lậu công khai đưa vào cả hệ thống một số thư viện của trường đại học, các nhà sách không ưu tiên cho mảng đề tài khoa học mà thay thế bằng những mảng sách thị trường bán chạy có chiết khấu cao. Hệ thống mạng lưới phát hành dần bị co hẹp. Tồn kho sách nhiều trong khi số lượng in chưa kịp điều chỉnh cho phù hợp với nhu cầu thực tế của thị trường. Lịch Block được xã hội hóa, đội ngũ cán bộ, biên tập viên đến tuổi nghỉ chế độ hàng loạt, Nhà xuất bản lâm vào cảnh khó khăn, các cán bộ trẻ cũng chuyển công tác. Đội ngũ nhân viên mới được nhận về còn rất non trẻ, hầu hết chưa có kinh nghiệm cũng phải tập trung bồi dưỡng đào tạo. Cơ sở vật chất cũ, thiết bị làm việc thiếu thốn.
Ngoài ra hoạt động dưới mô hình doanh nghiệp Nhà nước nên NXB gặp rất nhiều khó khăn trong việc huy động vốn cho sản xuất kinh doanh vì tài sản cố định hầu như không có, trụ sở làm việc tại 70 Trần Hưng Đạo hiện xuống cấp nghiêm trọng (đã sử dụng 26 năm) khấu hao gần hết nguyên giá. Việc vay vốn Ngân hàng chỉ dựa vào tín chấp nên hạn mức tín dụng Ngân hàng dành cho NXB không đảm bảo nhu cầu sản xuất kinh doanh, không vận dụng được quy định của Luật Xuất bản, cơ quan chủ quản phải cấp vốn ban đầu và đảm bảo các điều kiện cần thiết để nhà xuất bản hoạt động. Các khó khăn khi thực hiện theo mô hình doanh nghiệp: Các Nhà xuất bản nói chung và Nhà xuất bản Khoa học kỹ thuật nói riêng phải đồng thời thực hiện hai nhiệm vụ, nhiệm vụ chính trị và nhiệm vụ sản xuất kinh doanh.
Theo quy định của Luật Doanh nghiệp năm 2005, chậm nhất là đến ngày 1/7/2010, các doanh nghiệp Nhà nước (DNNN) sẽ phải chuyển đổi thành công ty TNHH hoặc công ty cổ phần. Nhằm tăng cường sự lãnh đạo tuyệt đối của Đảng và quản lý toàn diện của Nhà nước đối với công tác xuất bản sách Khoa học kỹ thuật phục vụ cho sự nghiệp phát triển khoa học công nghệ nước nhà; sự cần phải thiết chuyển đổi Nhà xuất bản Khoa học và kỹ thuật từ mô hình doanh nghiệp nhà nước sang mô hình đơn vị sự nghiệp công lập trực thuộc Bộ Khoa học và Công nghệ để tháo gỡ khó khăn và tạo điều kiện cho Nhà xuất bản hoạt động hiệu quả hơn, tháng 7/2010 được sự chấp thuận của Thủ tướng Chính phủ, Bộ trưởng Bộ Khoa học và Công nghệ đã ký Quyết định số 1183/QĐ-BKHCN chuyển đổi Nhà xuất bản Khoa học và Kỹ thuật thành đơn vị sự nghiệp công lập trực thuộc Bộ.

#### Giai đoạn 2010 - 11/2020
Từ năm 2010 đến 2012, sau 2 năm chuyển đổi mô hình với nhiều nỗ lực cố gắng của các cơ quan chỉ đạo, quản lý hoạt động xuất bản, cơ quan chủ quản nhà xuất bản, Nhà xuất bản Khoa học và Kỹ thuật đã góp phần vào cung cấp thông tin tri thức, luận cứ khoa học cho việc hoạch định đường lối đổi mới của Đảng và Nhà nước về KH&CN, đóng góp có hiệu quả vào việc nâng cao trình độ lý luận và kiến thức cho đội ngũ cán bộ làm công tác khoa học và đội ngũ sinh viên, giảng viên trong các trường đại học.Với sứ mệnh của mình, các đề tài của Nhà xuất bản bước đầu đã hướng tới việc xuất bản sách KH&CN phục vụ công tác quản lý của Bộ như sau:
- Mảng đề tài về chính sách KH&CN: Một số đề tài thuộc lĩnh vực sở hữu trí tuệ, truyền thông khoa học công nghệ, năng lượng nguyên tử, tiêu chuẩn đo lường chất lượng,… theo Nghị định 115/2005/NĐ-CP quy định cơ chế tự chủ, tự chịu trách nhiệm của tổ chức KH&CN công lập…
- Mảng đề tài KHTN, KHXH nhân văn, các hướng công nghệ ưu tiên hiện còn ít, đã có một số cuốn sách như "Phóng xạ môi trường và các chất phát thải" được xuất bản đáp ứng hai tiêu chí của hai chương trình về đề tài phục vụ cho đối tượng độc giả nghiên cứu chuyên ngành và phổ cập. Đề tài về sách môi trường là thế mạnh của Nhà xuất bản, với đội ngũ tác giả đầu ngành đã cho ra đời những cuốn sách có giá trị cho xã hội và phù hợp với yêu cầu phát triển hiện nay nhằm bảo vệ môi trường sạch và phát triển bền vững,… Ở lĩnh vực này Nhà xuất bản mới tập trung vào thể loại sách báo cáo hội nghị, hội thảo, thường niên.
- Mảng đề tài về các kết quả nghiên cứu ứng dụng KHCN trong các ngành, lĩnh vực, địa phương. Mảng đề tài này chủ yếu do Quỹ NAFOSTED cung cấp kinh phí xuất bản.
- Mảng đề tài kinh tế, quản trị doanh nghiệp, các đề tài liên quan đến phát triển dịch vụ, thị trường KHCN. Mảng sách này còn hạn chế, hiện mới xuất bản cuốn sách dịch của Nhật Bản. Ngoài ra Nhà xuất bản cũng có những cuốn sách do các tác giả là những chuyên gia, góp phần đánh giá nhận diện chính sách của nền kinh tế như: "Ổn định và phân tích kinh tế - Phân tích chính sách Vĩ mô", "Đi tìm giá trị cộng hưởng", "Chiến lược kinh doanh Quốc tế",... là những đóng góp về nhận diện các vụ sáp nhập giữa các doanh nghiệp, giúp chủ doanh nghiệp nhận định tình hình tổng quan, thuận lợi và thách thức khi sáp nhập và tái cơ cấu tổ chức,… Đề tài đã đáp ứng yêu cầu thời đại về những vấn đề mới, cấp bách, nhu cầu mở rộng thị trường, tham gia vào thị trường toàn cầu cần phải xây dựng chiến lược tiếp cận, gia nhập, tìm hiểu văn hóa của nước bản địa, những bài học thất bại,….

- Hiện nay các doanh nghiệp Việt Nam đang rất khó khăn trong việc tái cấu trúc mô hình hoạt động, nhấn mạnh vai trò của khoa học công nghệ, ứng dụng công nghệ cao để thay đổi giá trị sản phẩm của mình. Đây cũng là một cơ hội để nhà xuất bản phát triển mảng sách hướng về giá trị công nghệ và sách hướng về thị trường công nghệ tương lai cho doanh nghiệp. Tuy nhiên do nguồn kinh phí hạn chế trong khi Nhà xuất bản chưa tìm kiếm được nguồn tài trợ, nguồn đầu tư nên mặc dù NXB đã xây dựng đề cương Bộ sách Quản trị doanh nghiệp và chuyển giao công nghệ nhưng vẫn chưa thực hiện được.

- Mảng đề tài về khoa học ứng dụng và chuyển giao công nghệ vào nông nghiệp. Nhà xuất bản đã tham gia chương trình Sách mục tiêu quốc gia nhưng với đóng góp còn quá khiêm tốn trong khi 70% dân số Việt Nam sống bằng nông nghiệp. Bà con đang rất cần những loại sách cầm tay chỉ việc, sách cẩm nang, sách hướng dẫn về phát triển nông nghiệp, sách hỏi đáp,…NXB có chủ trương liên kết với Hiệp hội các doanh nghiệp vừa và nhỏ, Hội nông dân, các Sở KHCN để tìm nguồn kinh phí và in tặng hoặc giảm giá cho bà con nông dân.
- Mảng sách giáo trình tham khảo và chuyên khảo phục vụ các trường đại học, học viện, cao đẳng, dạy nghề,… vẫn phát triển nhưng theo hướng cung cấp dịch vụ xuất bản theo đơn đặt hàng của khách hàng.

Tháng 5/2012 ông Phạm Ngọc Khôi được cử về làm Phó giám đốc NXB. Ông Đồng Khắc Sủng, Phó giám đốc nghỉ hưu theo chế độ. Ban Giám đốc còn hai người, Nhà xuất bản bước vào giai đoạn mới.
Năm 2013 ông Phạm Ngọc Khôi được bổ nhiệm Giám đốc – Tổng biên tập Nhà xuất bản, trên cơ sở các nhiệm vụ được phê duyệt kế hoạch hàng năm. Thời gian này Nhà xuất bản liên tiếp bị tác động mạnh mẽ trước những biến động của ngành do yêu cầu hội nhập quốc tế, với sự kiện gia nhập công ước Berne, bị tác động bởi điều chỉnh của Luật Doanh nghiệp 2005 và gần đây nhất là sự bổ sung, sửa đổi của Luật Xuất bản 2012. Trong giai đoạn này Nhà xuất bản đã gặp nhiều khó khăn do không nhận biết, đánh giá được các rủi ro tiềm ẩn cũng như có những phản ứng tích cực để đối phó.  
Nhà xuất bản Khoa học và Kỹ thuật được tổ chức theo cơ cấu tổ chức của đơn vị sự nghiệp xuất bản có thu, tự bảo đảm một phần chi phí hoạt động thường xuyên. Mô hình sự nghiệp có thu mang tính chất phát triển về văn hóa nhưng vẫn có những hoạt động cung ứng dịch vụ công tạo nguồn thu từ một số sản phẩm khác. Hoạt động, chức năng, nhiệm vụ của nhà xuất bản nằm trong sự kiểm soát của các cơ quan chủ quản.
Công tác biên tập của Nhà xuất bản Khoa học và Kỹ thuật góp phần nâng cao chất lượng bản thảo, cho ra đời những cuốn sách có chất lượng. Hằng năm Nhà xuất bản đều có những đề tài đạt giải thưởng Sách Việt Nam do Hội xuất bản tổ chức.
Bên cạnh đó, NXB KHKT cũng liên kết với Nhà xuất bản Chính trị Quốc gia - Sự thật xuất bản được cuốn sách "Hỏi đáp về Biến đổi khí hậu" với số lượng in là 24.000 bản, phân phát đến tận các xã, phường, tổ chức, không để sai sót trong quá trình biên soạn.
Chương trình sách Nhà nước đặt hàng, sách Chương trình mục tiêu Quốc gia do Cục xuất bản tổ chức đã được Nhà xuất bản triển khai và có những kết quả tốt, doanh thu năm sau cao hơn năm trước, sách đáp ứng yêu cầu của Cục Xuất bản, phục vụ cho đúng các đối tượng vùng sâu, vùng xa, nâng cao dân trí và được phát hành đúng đối tượng, đúng mục đích của chương trình, dự án yêu cầu.
Đến tháng 9 năm 2018, ông Võ Tuấn Hải phụ trách Nhà xuất bản đến hết tháng 10/2020.
Giai đoạn này Nhà xuất bản bắt tay vào kiện toàn tổ chức. Việc đầu tiên là hoàn thành công tác tuyển dụng viên chức. Căn cứ Công văn số 3887/BKHCN-TCCB ngày 04/12/2019 của Bộ trưởng Bộ Khoa học và Công nghệ về việc tuyển dụng viên chức sự nghiệp năm 2019 cho Nhà xuất bản Khoa học và Kỹ thuật, kế hoạch số 708/KH-BKHCN ngày 17 tháng 3 năm 2020 của Bộ Khoa học và Công nghệ về việc tổ chức tuyển dụng viên chức năm 2020 của Nhà xuất bản Khoa học và Kỹ thuật, tháng 7/2020, Nhà xuất bản đã hoàn thành công tác tuyển dụng viên chức sau nhiều năm vướng mắc chưa được triển khai, cũng thời gian này, các bộ quy chế được bắt tay vào xây dựng và hoàn thiện. Các cán bộ được cử đi học nâng cao trình độ chuẩn bị cho giai đoạn phát triển sau.

#### Từ tháng 11/2020 - nay
Từ tháng 11/2020, ông Bùi Minh Cường làm Quyền Giám đốc Nhà xuất bản.
Ngay từ khi nhận nhiệm vụ tại Nhà xuất bản, ông Bùi Minh Cường đã có những chỉ đạo quan trọng trong viêc kiện toàn tổ chức, ổn định đội ngũ và những định hướng chiến lược, trực tiếp chỉ đạo, điều hành Tổ chức Lễ kỷ niệm 60 thành lập Nhà xuất bản.
Trong suốt sáu thập kỷ qua, tùy theo từng thời kỳ lịch sử với nhiệm vụ của mình, các thế hệ cán bộ Nhà xuất bản Khoa học và Kỹ thuật đã xuất bản những bộ sách, mảng sách, đề tài hữu ích,… Ngày nay, trong bối cảnh mới, cuộc cách mạng công nghiệp 4.0 và gần đây nhất, đại dịch Covid-19 đã tác động mạnh đến ngành xuất bản. Các hội sách bị hủy bỏ, chuyển sang hình thức trực tuyến theo hướng đẩy mạnh chuyển đổi tài nguyên số. Nền xuất bản thế giới đang chứng kiến sự bứt phá của công nghệ thông tin đã tạo ra một siêu lộ thông tin toàn cầu, làm cho không gian và thời gian truyền tin được rút ngắn tối thiểu. Việc chuyển dịch mạnh mẽ từ hình thức xuất bản truyền thống sang nhiều hình thức khác nhau như xuất bản điện tử, phát hành và công bố tác phẩm trên mạng Internet, phát triển phương tiện nghe, nhìn, đọc sách trên mạng di động,… đang trở thành xu thế của thế giới hiện đại.... Các chuỗi cung ứng truyền thống của ngành công nghiệp xuất bản thay đổi trong điều kiện của cuộc cách mạng kỹ thuật số trong ngành công nghiệp. Tác động đầu tiên là công nghệ in ấn; sau đó, kỹ thuật thương mại điện tử đã làm thay đổi hệ thống hậu cần và quản lý quan hệ khách hàng. Như vậy, khi các loại xuất bản dưới hình thức kỹ thuật số phát triển, doanh thu của sách giấy của Nhà xuất bản sẽ giảm dần. Tiếp đến, các đối thủ cạnh tranh của Nhà xuất bản ngày càng nhiều, ngoài các tổ chức Nhà xuất bản được Nhà nước cấp phép thì bằng một cách không chính thống, dưới một hình thức khác, rất nhiều tổ chức, cá nhân đều có cơ hội để tự tổ chức xuất bản phục vụ cho mục đích của mình thông qua hình thức tự đầu tư xuất bản và thông qua mạng internet.
Xu hướng xuất bản hiện nay của thế giới không những đa dạng hóa các loại hình xuất bản, là xu hướng rất phát triển ở các nước tiên tiến và đang cạnh tranh gay gắt với xu hướng xuất bản truyền thống, cách đọc truyền thống… Bởi vậy, xuất bản phẩm hiện nay rất đa dạng, nhiều loại hình khác nhau nhằm tạo điều kiện thuận lợi nhất cho người đọc và tạo thành một xã hội học tập. Xu hướng này đang phát triển mạnh mẽ và sẽ tác động dần tới Nhà xuất bản thông qua nhiều con đường khác nhau, điển hình những cuốn sách của Nhà xuất bản được chia sẻ công khai trên các diễn đàn, các trang web, vi phạm bản quyền và gây ảnh hưởng tới hoạt động cũng như thiệt hại về tài chính cho Nhà xuất bản.
Đây là thuận lợi nhưng cũng là khó khăn đối với các nhà xuất bản hiện nay. Nhà xuất bản Khoa học và Kỹ thuật không còn ở vị trí như trước nữa, sự đổi mới lần này sẽ phải toàn diện và mạnh mẽ. Những thuận lợi và thách thức đến từ kỷ nguyên số cho thấy, đã đến lúc Nhà xuất bản không thể chỉ dựa vào nội dung tác phẩm, danh tiếng của tác giả như trong quá khứ, mà còn cần phải biết đáp ứng, tiếp cận người đọc trên các nền tảng công nghệ mở và với dòng sách thiết thực, sát và định hướng nhu cầu của bạn đọc hơn.
Trong công cuộc đổi mới và sáng tạo hiện nay, một lần nữa Nhà xuất bản Khoa học và Kỹ thuật mong muốn những ấn phẩm mới của mình mang hơi thở mới của Chiến lược phát triển KH&CN giai đoạn 2011-2020 đến năm 2030, có thương hiệu trong chiến lược đổi mới; tác động tốt và có sức lan tỏa mạnh mẽ, góp phần nâng cao nhận thức về vai trò và ý nghĩa của đổi mới sáng tạo trong quá trình đổi mới công nghệ Quốc gia; nâng nền kinh tế phát triển trong chuỗi giá trị, hội nhập vào các chuỗi cung ứng, tiếp cận người đọc trên các nền tảng công nghệ số…
Tính đến năm 2020, trải qua sáu thập kỷ, Nhà xuất bản đã xuất bản trên 20.000 đầu sách với hàng tỷ bản in tăng vượt trội so với thời điểm năm 1985 là 1300 đầu sách. Năm 2010, tham gia Chương trình hỗ trợ tài liệu và sách đến 28 Trường đại học và Viện nghiên cứu mới thành lập hoặc ở những địa bàn khó khăn. Năm 2018, kết nối 20 tổ chức có như cầu đầu tư trang bị Không gian đọc Đổi mới và sáng tạo. Là cơ sở đào tạo thực tiễn cho sinh viên trường đại học Văn hóa, Học viện Báo chí, một số trường khối kinh tế, là nơi thực tập nghề nghiệp. Tham gia các buổi định hướng nghề nghiệp cho sinh viên, tọa đàm hội thảo khoa học, chuyên môn, nói chuyện thực tế, chia sẻ kinh nghiệm của người làm nghề xuất bản,...
Là kết quả lao động gian khổ của nhiều thế hệ đội ngũ tác giả, cộng tác viên, biên tập viên, cán bộ NXB qua các thời kỳ phục vụ sự phát triển KH&CN. Góp phần quan trọng vào sự nghiệp công nghiệp hóa và hiện đại hóa đất nước thực hiện nhiệm vụ quản lý và phát triển KH&CN của Bộ KH&CN. Từng bước trang bị và nâng cao tri thức KH&CN trong và ngoài nước cho các đối tượng học sinh, sinh viên, các nhà khoa học, các cán bộ doanh nghiệp, các nhà hoạch định chính sách thuộc các lứa tuổi, vùng miền. Đóng góp tích cực cho việc nhận thức, hiểu biết, ứng dụng KH&CN, giúp nâng cao năng suất lao động của doanh nghiệp, địa phương, quốc gia. Quá trình đó đã diễn ra không biết mệt mỏi, trải qua nhiều năm tháng với những nỗ lực không ngừng của nhà xuất bản với mạng lưới liên kết đội ngũ tác giả, cộng tác viên và các độc giả.
Xuất bản trên 40 mảng đề tài bao phủ các ngành khoa học như Cơ khí Động lực và KHCN Nhiệt lạnh; Công nghệ thông tin và truyền thông; Giao thông và đô thị; Hóa học, Công nghệ Hóa học & Dầu khí; Pháp luật & Quản lý KHCN; KH môi trường & khí hậu; Khoa học phổ biến; Sinh học, công nghệ Sinh học & công nghệ thực phẩm; Toán học,Thống kê & Ứng dụng; Khoa học Giáo dục & Tâm lý học; Vật lý & Thiên văn học; Xây dựng, Kiến trúc; Y, Dược, Sinh lý học; Địa lý, Thiên văn; Kỹ thuật Điện; Điều khiển tự động; Kỹ thuật công nghệ có liên quan; Kinh tế, Kinh doanh và Quản lý; Điện tử Viễn thông; Cơ khí, Chế tạo máy; Khoa học & Kỹ thuật Vật liệu; Khoa học Trái đất và Địa lý; Khoa học Xã hội và Nhân văn; và các tủ sách Từ điển,ngoại ngữ chuyên ngành; chương trình Sách Nhà nước đặt hàng; Sách chương trình mục tiêu; Sách chương trình tiên tiến; Sách Quản trị Công nghệ,...
Xuất bản trên 200 từ điển các loại, phủ khắp các lĩnh vực chuyên ngành.
Trên 100 giải thưởng trong nước và Quốc tế về sách khoa học – công nghệ và quản lý.
Truyền thông, giới thiệu những cuốn sách có tác động lớn tới xã hội như: "An toàn điện hạt nhân" " Cách mạng công nghiệp lần thứ tư" "Công nghệ và chuyển giao công nghệ" có ý nghĩa vô cùng quan trọng và cấp thiết, khi Việt Nam đang trong giai đoạn chuẩn bị các nguồn lực. Đánh giá tác động, xây dựng niềm tin, định hướng dư luận và tạo đồng thuận xã hội.
Cho ra đời của Không gian đọc đổi mới và sáng tạo: Là dự án giữa Nhà xuất bản Khoa học và Kỹ thuật với KisStartup trong tổng hòa giới thiệu các cuốn sách hay, kinh điển và quan trọng về đổi mới sáng tạo từ nhiều nhà xuất bản khác nhau với việc tìm kiếm và dịch thuật những cuốn sách từ nước ngoài cũng như nguồn bản thảo từ các tác giả trong nước.Đã lựa chọn và giới thiệu 50 đầu sách của các Nhà xuất bản trong nước được dịch từ các cuốn sách đã có tiếng vang và tầm ảnh hưởng trên thế giới và bước đầu đã kết nối được hơn 20 tổ chức có nhu cầu trang bị và kết nối thiết kế các không gian đọc sáng tạo của đơn vị mình.
Những cuốn sách đầu tiên của Nhà xuất bản về đề tài Đổi mới sáng tạo và Khởi nghiệp được mua bản quyền, tổ chức xuất bản và giới thiệu sách tại Ngày hội khởi nghiệp đổi mới sáng tạo Quốc gia TECHFEST hàng năm, từ 2015 đến nay như: "Dữ liệu lớn – cuộc cách mạng thay đổi chúng ta và thế giới" do Rob Thomas và Patrick McSharry nêu bật sức mạnh, tiềm năng và cả những cạm bẫy của dữ liệu lớn, cung cấp nhãn quan thấu đáo, cần thiết để cải thiện các kết quả kinh doanh bằng việc đổi mới và sử dụng công nghệ hiệu quả; "Kinh doanh bằng tiền của khách hàng", "Vươn ra khỏi thung lũng Silicon", "Tư duy thiết kế để đổi mới chiến lược: Những gì họ không thể dạy bạn tại trường kinh doanh hoặc trường thiết kế",... là những cuốn sách viết về những mô hình kinh doanh mới, khuyến khích những hành động, thay đổi các nhà sản xuất và đổi mới sáng tạo khi họ vạch ra con đường về phía trước, dù ở bất kỳ vị trí địa lý hay nền văn hóa nào. Những cuốn cẩm nang về cách mơ lớn - và cách biến những giấc mơ khởi nghiệp đó thành hiện thực cho những người sở hữu nó đã được xuất bản bởi những tác giả nổi tiếng trong lĩnh vực của họ, không chỉ góp phần trong việc thúc đẩy hỗ trợ quá trình đổi mới sáng tạo mà còn góp phần vào sự thay đổi tư duy của tổ chức, doanh nghiệp trong hành trình của chính mình.
Tổ chức biên tập, xuất bản và phát hành "Sách vàng Sáng tạo Việt Nam" từ năm 2016 đến năm 2020. 75 công trình sáng tạo của tác giả, nhóm tác giả được tuyển chọn tuyên truyền, vận động, khơi dậy niềm tự hào về trí tuệ Việt Nam, phát huy năng lực sáng tạo của dân tộc để góp phần nâng cao chất lượng cuộc sống vật chất và tinh thần của nhân dân. Thúc đẩy sự nghiệp công nghiệp hóa, hiện đại hóa và hội nhập quốc tế của đất nước.
Tổ chức biên tập, xuất bản "Sách Trắng Khoa học và Công nghệ Việt Nam" từ năm 2014. Cung cấp nhiều thông tin mới về đường lối, chủ trương, chính sách của Nhà nước về KH - CN, những cải cách về chính sách phát triển KH - CN, tiềm lực, thành tựu KH - CN… một bức tranh toàn diện hơn về nhận thức của công chúng về KH - CN. Kết quả này sẽ là cơ sở khoa học quan trọng để giúp các nhà quản lý, hoạch định chính sách có những quyết sách hợp lý để thúc đẩy KH - CN Việt Nam phát triển.
Đạt hơn 100 giải thưởng "Giải thưởng Sách Việt Nam" và đạt một số giải thưởng của các hội, ngành, lĩnh vực KH-CN. Một số cuốn đạt giải thưởng trong mấy năm gần đây:
- Factured Basement resvoir – Nhiều tác giả - Giải đồng - Sách đẹp;
- Cây thuốc và động vật làm thuốc ở Việt Nam - Giải đồng - Sách đẹp; Sách hay;
- Một số điều cần biết về biến đổi khí hậu Gs. TSKH. Nguyễn Đức Ngữ; Gs. TSKH. Trương Quang Học; Giải đồng - Sách đẹp;
- Việt Nam – thiên nhiên, môi trường và phát triển bền vững –Trương Quang Học; Giải đồng - Sách đẹp;
- Đi tìm giá trị cộng hưởng toàn cảnh và M&A tiêu biểu – TS. Vũ Anh Dũng; Giải bạc - Sách hay;
- Chiến lược kinh doanh Quốc tế Vũ Anh Dũng; Giải đồng - Sách hay;
- Sinh thái cảnh quan, lý luận và thực tiễn trong môi trường nhiệt đới gió mùa - Nguyễn An Thịnh – Giải đồng - Sách đẹp; Giải khuyến khích – Sách hay;
- Hệ nấm mốc ở Việt Nam – TS. Vũ Hồng Miên – Giải bạc - Sách hay.

Với những dấu ấn của mình Nhà xuất bản đã phấn đấu làm tốt vai trò bà đỡ cho những tác phẩm về nhiều phương diện của đời sống xã hội đến được với công chúng. Từ một quốc gia thiếu sách vào những năm 80 – 90 thế kỷ XX, Nhà xuất bản đã vươn lên góp phần đáp ứng nhu cầu học tập, của học sinh, sinh viên, đồng thời đáp ứng ngày càng tốt hơn văn hóa đọc. Qua các xuất bản phẩm của mình, Nhà xuất bản mong muốn: "Sách vừa là công cụ vừa là nguồn lực trọng tâm để đạt được khát vọng phát triển".